# Okręgowe rozgrywki w piłce nożnej woj. olsztyńskiego, elbląskiego i suwalskiego (1977/1978)
Drużyny z województwa olsztyńskiego, elbląskiego i suwalskiego występujące w ligach centralnych i makroregionalnych:
- I liga – brak
- II liga – brak
- III liga – Pomowiec Gronowo Elbląskie, Olimpia Elbląg, Stomil Olsztyn, Wigry Suwałki, Gwardia Szczytno, Mazur Ełk, Agrokompleks Kętrzyn

Rozgrywki okręgowe:
- OZPN Olsztyn:

- - Klasa A (IV poziom rozgrywkowy)
  - Klasa B  - 2 grupy (V poziom rozgrywkowy)
  - Klasa C - 4 grupy (VI poziom rozgrywkowy)
  - Klasa D (gminna) - podział na grupy (VII poziom rozgrywkowy)

- OZPN Elbląg:

- - Klasa A (IV poziom rozgrywkowy)
  - Klasa B - 2 grupy (V poziom rozgrywkowy)
  - klasa C - podział na grupy (VI poziom rozgrywkowy)

- OZPN Suwałki:

- - Klasa A (IV poziom rozgrywkowy)
  - Klasa B (V poziom rozgrywkowy)

## OZPN Olsztyn

### Klasa A
| Poz. | Klub                       | M  | Pkt. | Bramki |
| ---- | -------------------------- | -- | ---- | ------ |
| 1    | Warfama Dobre Miasto       | 26 |      |        |
| 2    | Warmia Olsztyn             | 26 |      |        |
| 3    | Metalowiec Mrągowo         | 26 |      |        |
| 4    | Gwardia Olsztyn            | 26 |      |        |
| 5    | Gwardia II Szczytno        | 26 |      |        |
| 6    | Orlęta Reszel              | 26 |      |        |
| 7    | Sokół Ostróda              | 26 |      |        |
| 8    | Polonia Lidzbark Warmiński | 26 |      |        |
| 9    | Kormoran Ostróda           | 26 |      |        |
| 10   | Start Nidzica              | 26 |      |        |
| 11   | Victoria Bartoszyce        | 26 |      |        |
| 12   | Huragan Morąg              | 26 |      |        |
| 13   | Jeziorak Iława             | 26 |      |        |
| 14   | Granica Kętrzyn            | 26 |      |        |

- Warfama Dobre Miasto awansowała do III ligi

### Klasa B

#### grupa I
| Poz. | Klub               | M  | Pkt. | Bramki |
| ---- | ------------------ | -- | ---- | ------ |
|      | Stomil II Olsztyn  | 22 |      |        |
|      | LZS Klewki         | 22 |      |        |
|      | Olimpia Olsztynek  | 22 |      |        |
|      | LZS Stare Jabłonki | 22 |      |        |
|      | LZS Małdyty        | 22 |      |        |
|      | Motor Lubawa       | 22 |      |        |
|      | LZS Gągławki       | 22 |      |        |
|      | LZS Samborowo      | 22 |      |        |
|      | Ihar Bartążek      | 22 |      |        |
|      | POM Iława          | 22 |      |        |
|      | LZS Miłomłyn       | 22 |      |        |
|      | Start II Nidzica   | 22 |      |        |

#### grupa II
| Poz. | Klub                      | M  | Pkt. | Bramki |
| ---- | ------------------------- | -- | ---- | ------ |
| 1    | Cresovia Górowo Iławeckie | 22 |      |        |
|      | PGR Biskupiec             | 22 |      |        |
|      | Agrołyna Sępopol          | 22 |      |        |
|      | WPGR Barczewo             | 22 |      |        |
|      | LZS Łankiejmy             | 22 |      |        |
|      | PGR Dobre Miasto          | 22 |      |        |
|      | LZS Sątopy                | 22 |      |        |
|      | LZS Skierki               | 22 |      |        |
|      | LZS Lipowo                | 22 |      |        |
|      | Błękitni Pasym            | 22 |      |        |
|      | LZS Martiany              | 22 |      |        |
|      | LZS Barciany              | 22 |      |        |

### Klasa C
- grupa I - awans: LZS Łukta, Mechanizator Ostróda
- grupa II - awans: LZS Nowe Ramuki
- grupa III - awans: Kombinat Bartoszyce, Warfama II Dobre Miasto
- grupa IV - awans: PGR II Biskupiec, Agrokompleks II Kętrzyn

## OZPN Elbląg

### Klasa A
| Poz. | Klub                     | Pkt. | Bramki |
| ---- | ------------------------ | ---- | ------ |
| 1    | Błękitni Orneta          |      |        |
| ?    | Powiśle Dzierzgoń        |      |        |
| ?    | Olimpia II Elbląg        |      |        |
| ?    | Żuławy Nowy Dwór Gdański |      |        |
| ?    | Powiśle Czernin          |      |        |
| ?    | Iskra Malbork            |      |        |
| ?    | Mlexer Elbląg            |      |        |
| ?    | Rodło Kwidzyn            |      |        |
| ?    | Barkas Tolkmicko (b)     |      |        |
| ?    | Nogat Malbork            |      |        |
| ?    | Zatoka Braniewo          |      |        |
| ?    | Pogoń Prabuty            |      |        |
| 13   | Polonia Pasłęk           |      |        |
| 14   | Zjednoczenie Susz        |      |        |

### Klasa B
- grupa I - awans: Relax Ryjewo
- grupa II - awans: Sokół Lipowina